# Brixenské knížecí biskupství
Brixenské knížecí biskupství (německy Hochstift Brixen, italsky Principato Vescovile di Bressanone), česky též Biskupské knížectví Brixen, Diecéze brixenská apod., byl politický útvar, který existoval jako relativně samostatný stát v rámci Svaté říše římské v letech 1027–1803 a nacházel se na části území dnešní italské Autonomní provincie Bolzano.

## Historie

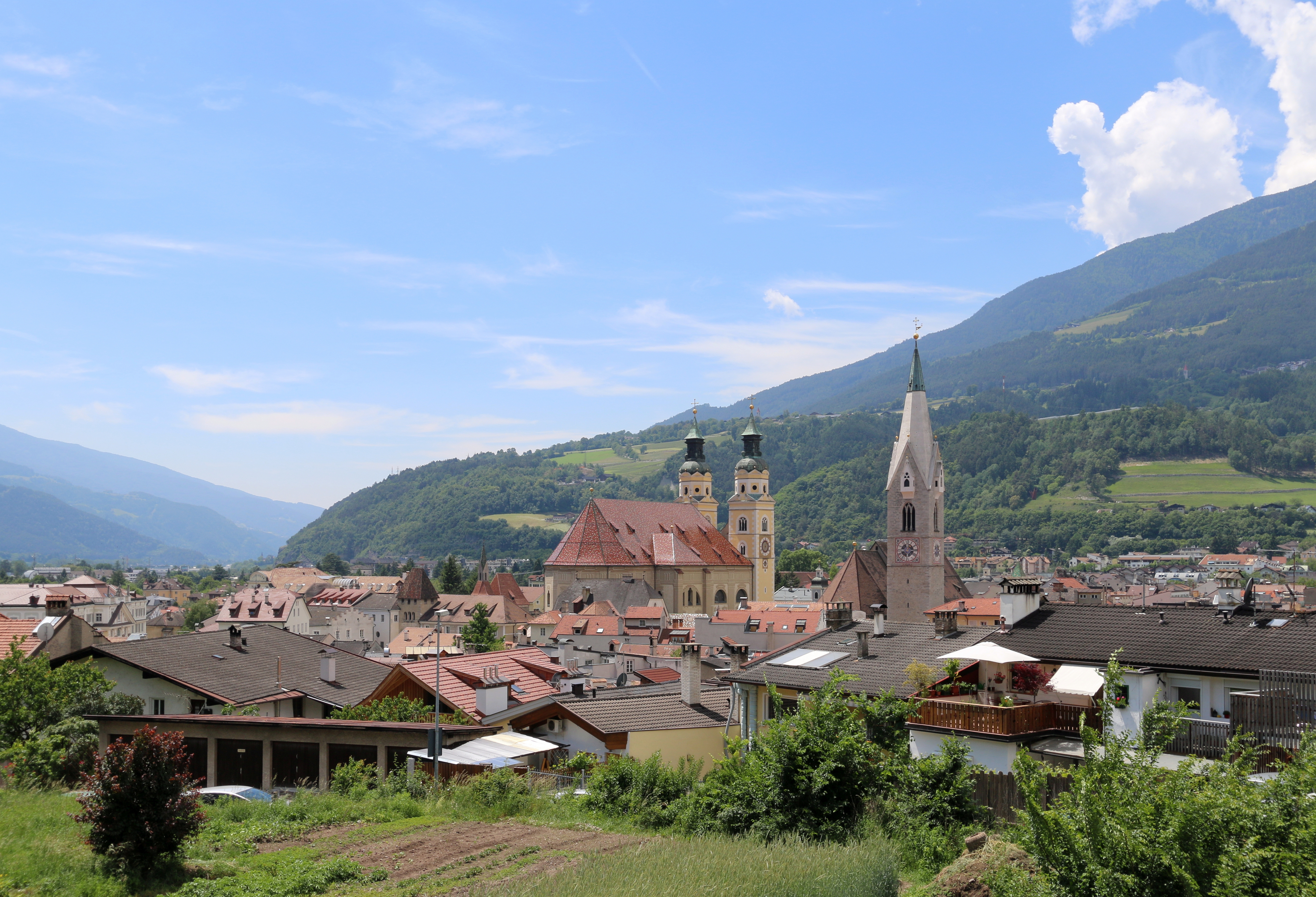
Katedrála Nanebevzetí Panny Marie v Brixenu

Brixenské biskupství vzniklo na základě římskokatolické diecéze Brixen (jež byla založena v 6. století při klášteře na hoře Säben čili Sabiona a zanikla roku 1964, když byla bulou Quo aptius přeorganizována do diecéze Bolzano-Brixen); tato diecéze však byla rozsahem větší než samotné Biskupství brixenské pod světskou svrchovaností knížete-biskupa brixenského.
Jako stát vzniklo Biskupství brixenské tím, že císař Konrád II. udělil tamním biskupům suzerenitu v hrabství noritalském. Roku 1179 pak povýšil Bedřich I. Rudovous biskupy na říšská knížata. Projevil tak vděk za to, že brixenští biskupové drželi ve sporu o investituru při císaři proti papežovi. Biskupský stát zanikl roku 1803, kdy byl majetek místní církve sekularizován, kapitula zrušena a území připojeno k Rakouskému císařství.